# شهرستان ماریون (آیووا)
شهرستان ماریون، آیووا (به انگلیسی: Marion County, Iowa) شهرستانی در ایالات متحده آمریکا است که در آیووا واقع شده‌است.

## نگارخانه

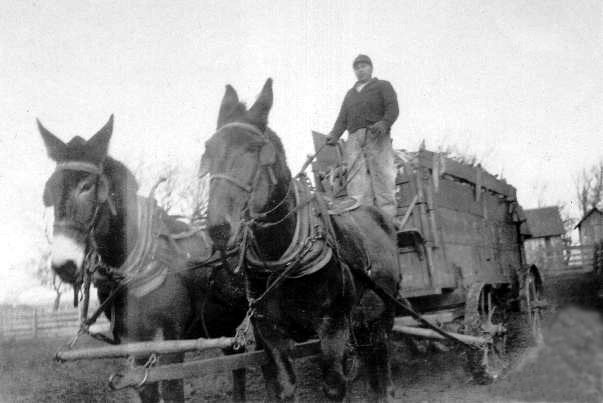
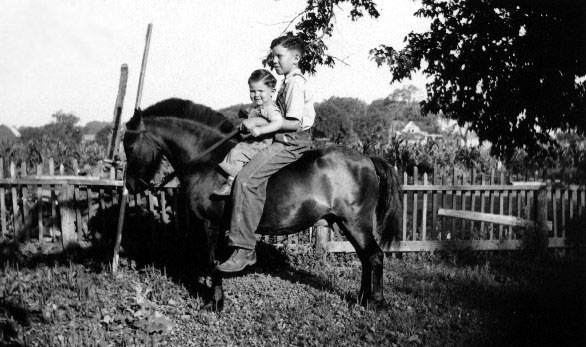
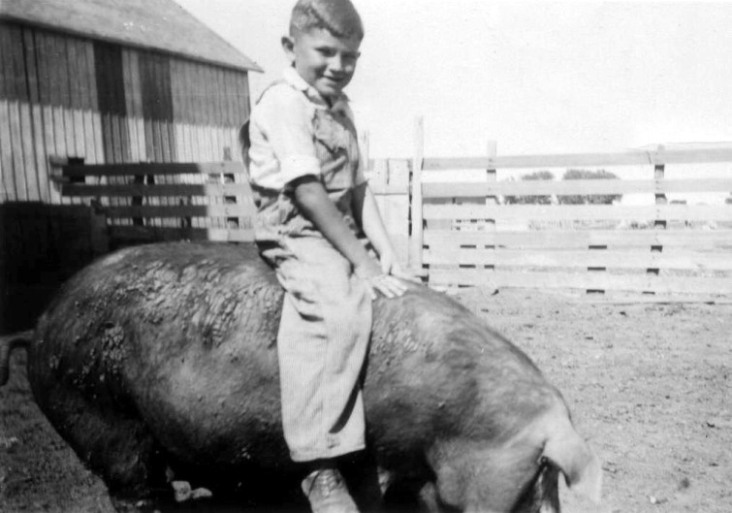
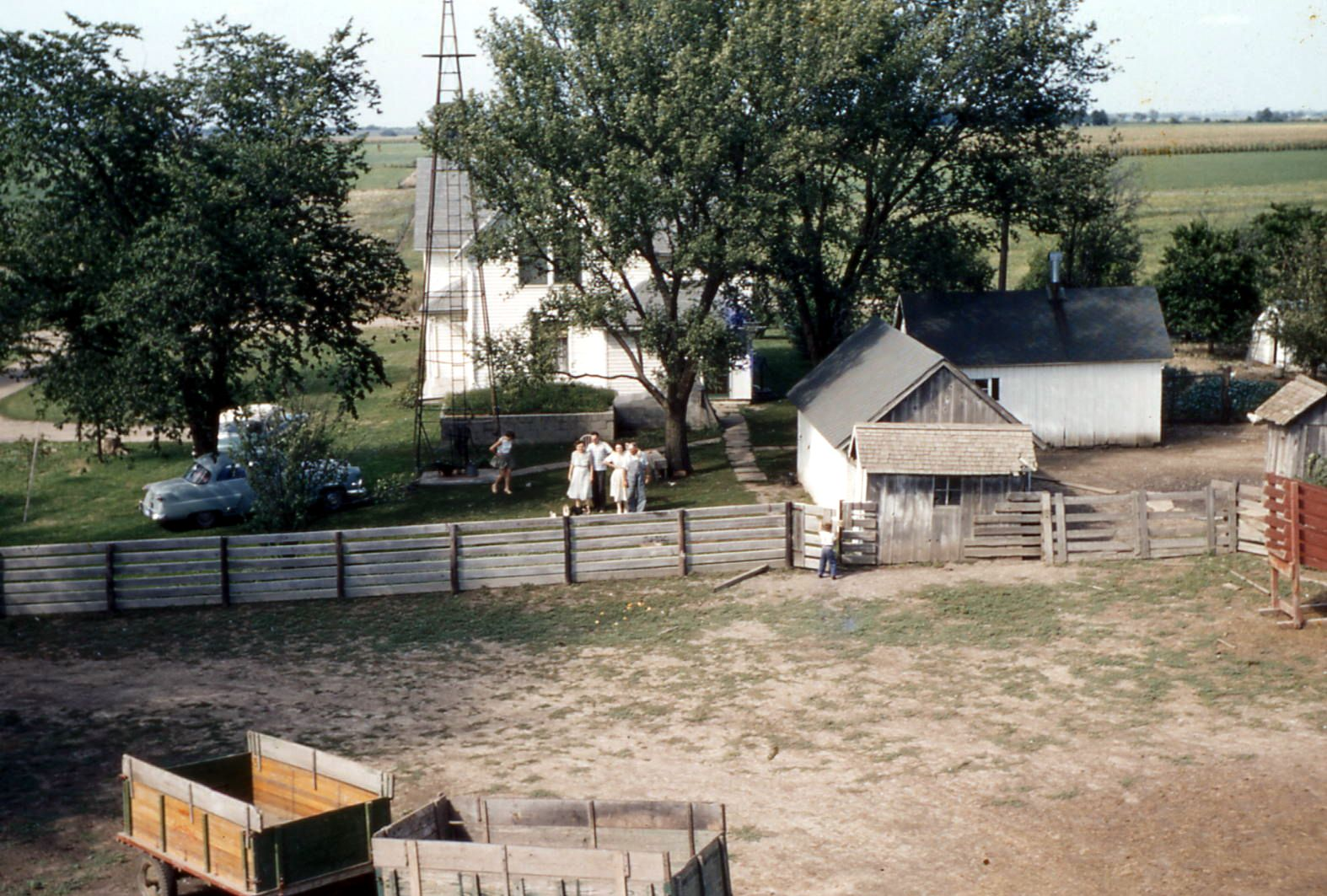
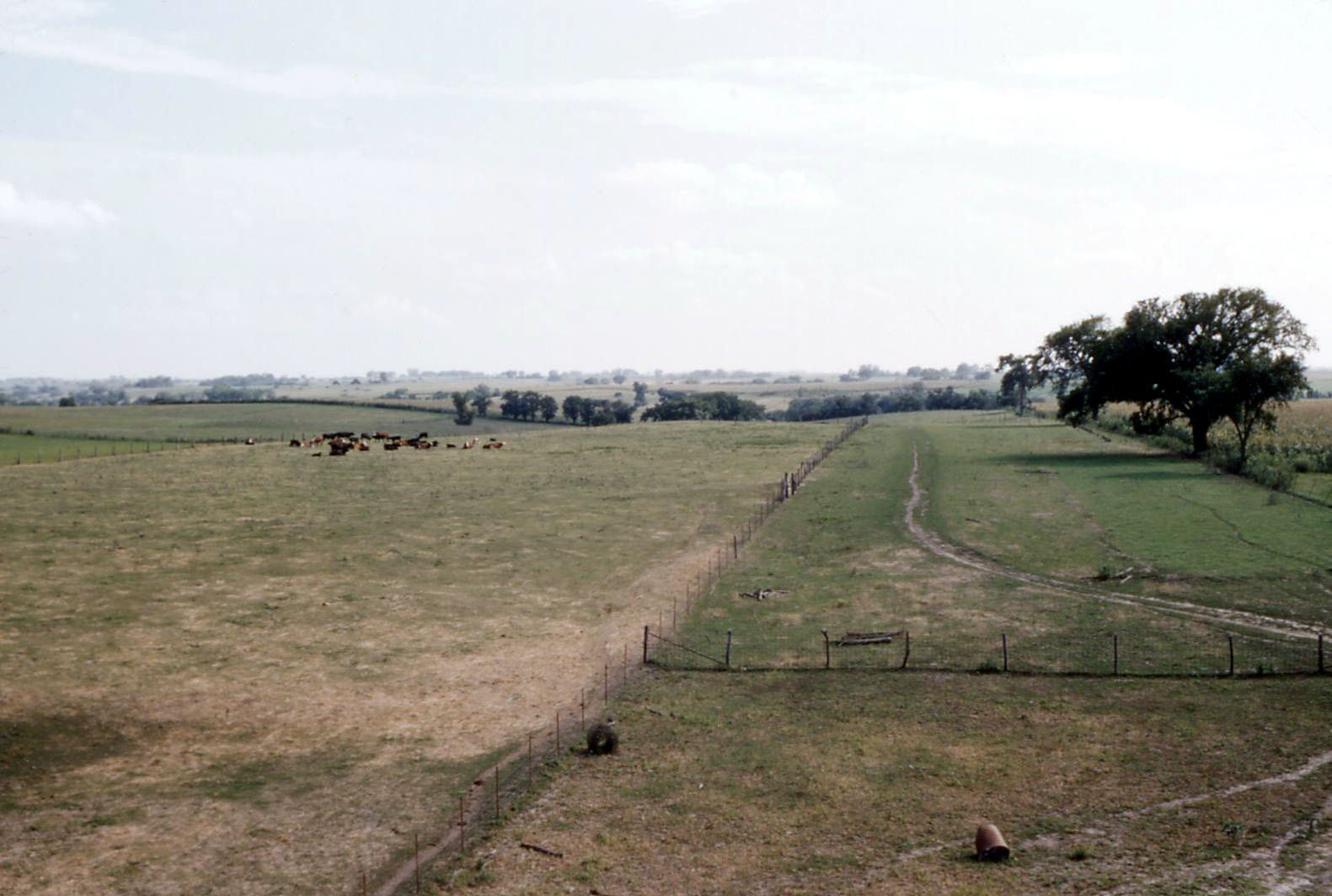
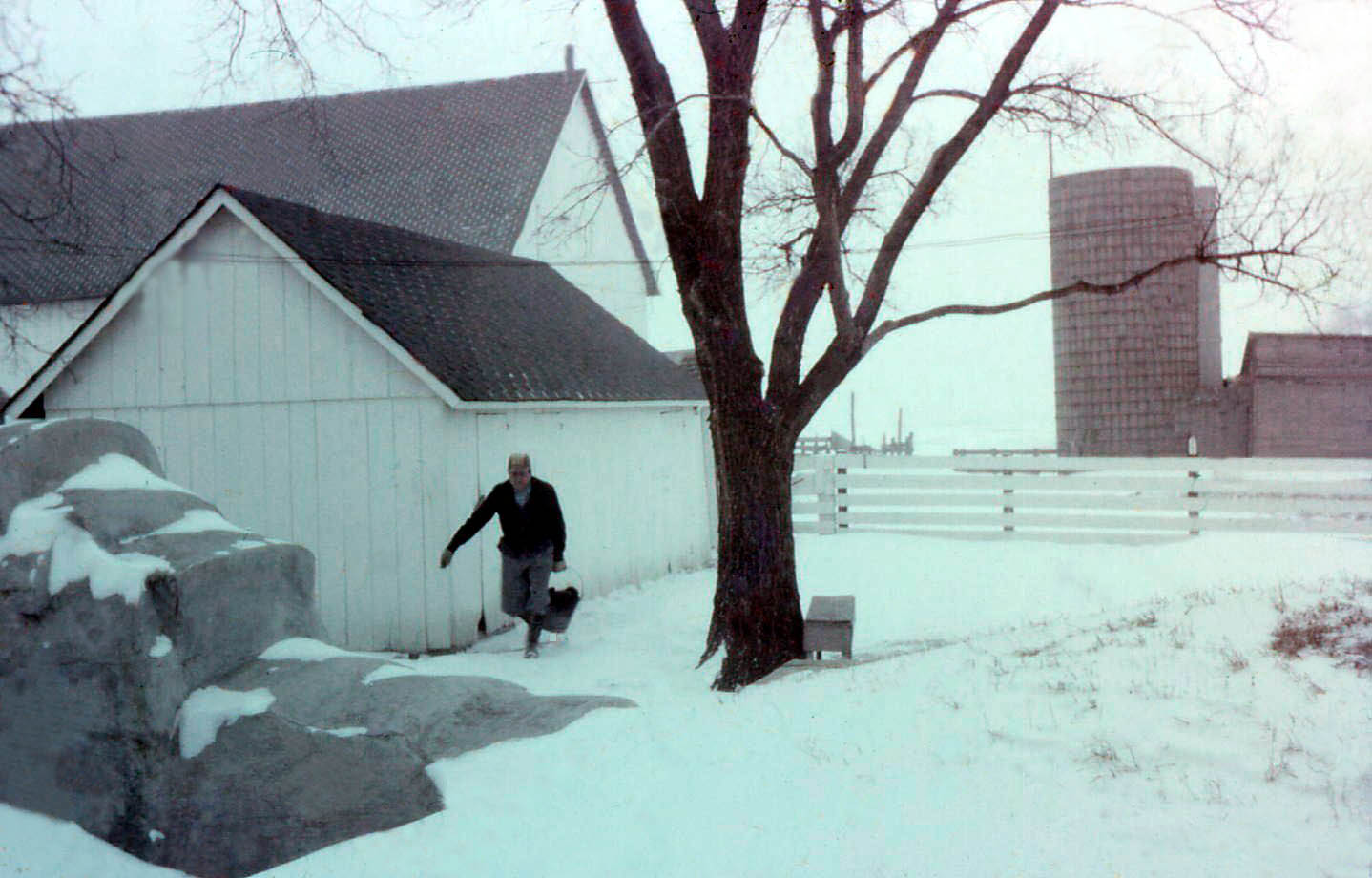
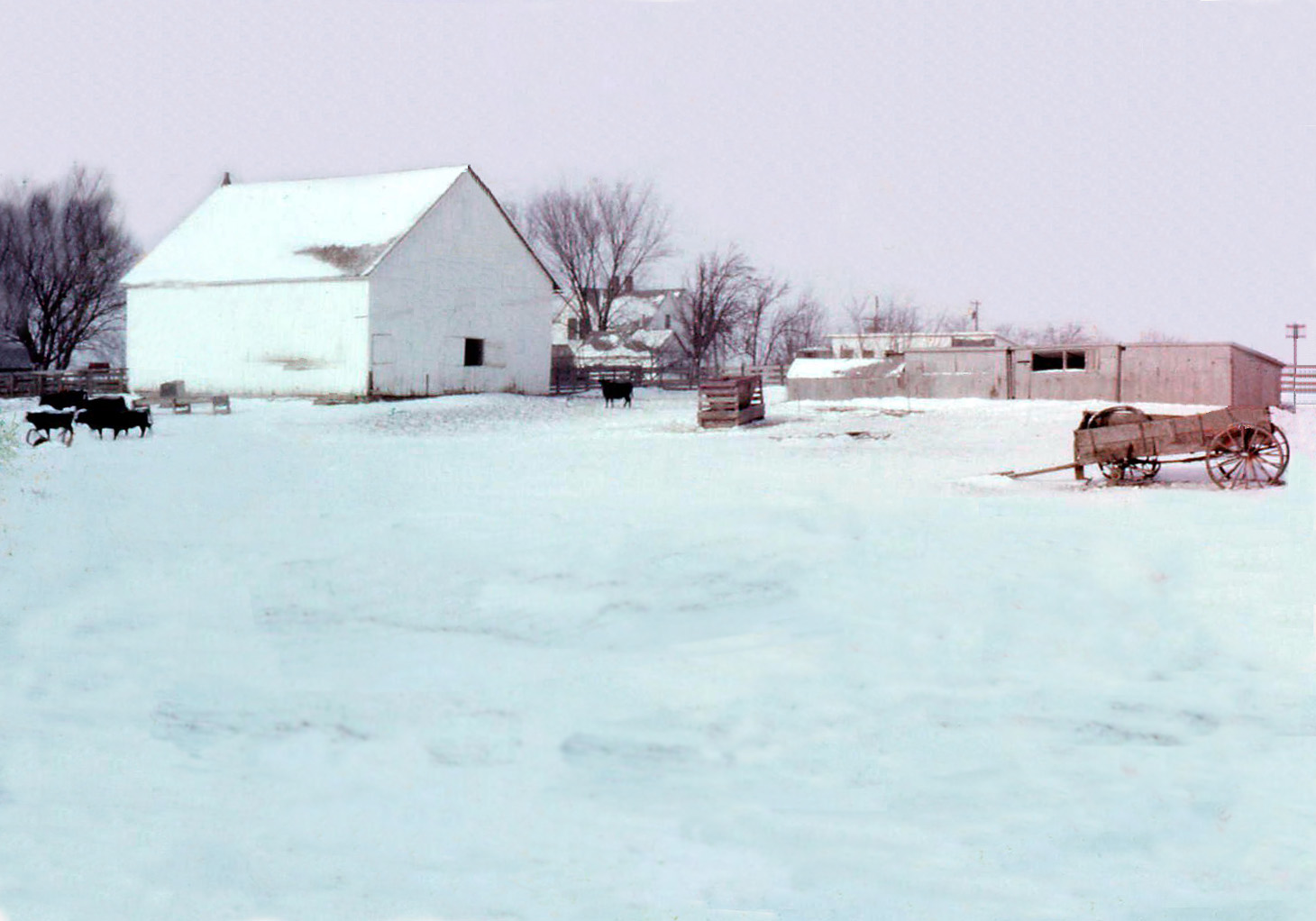
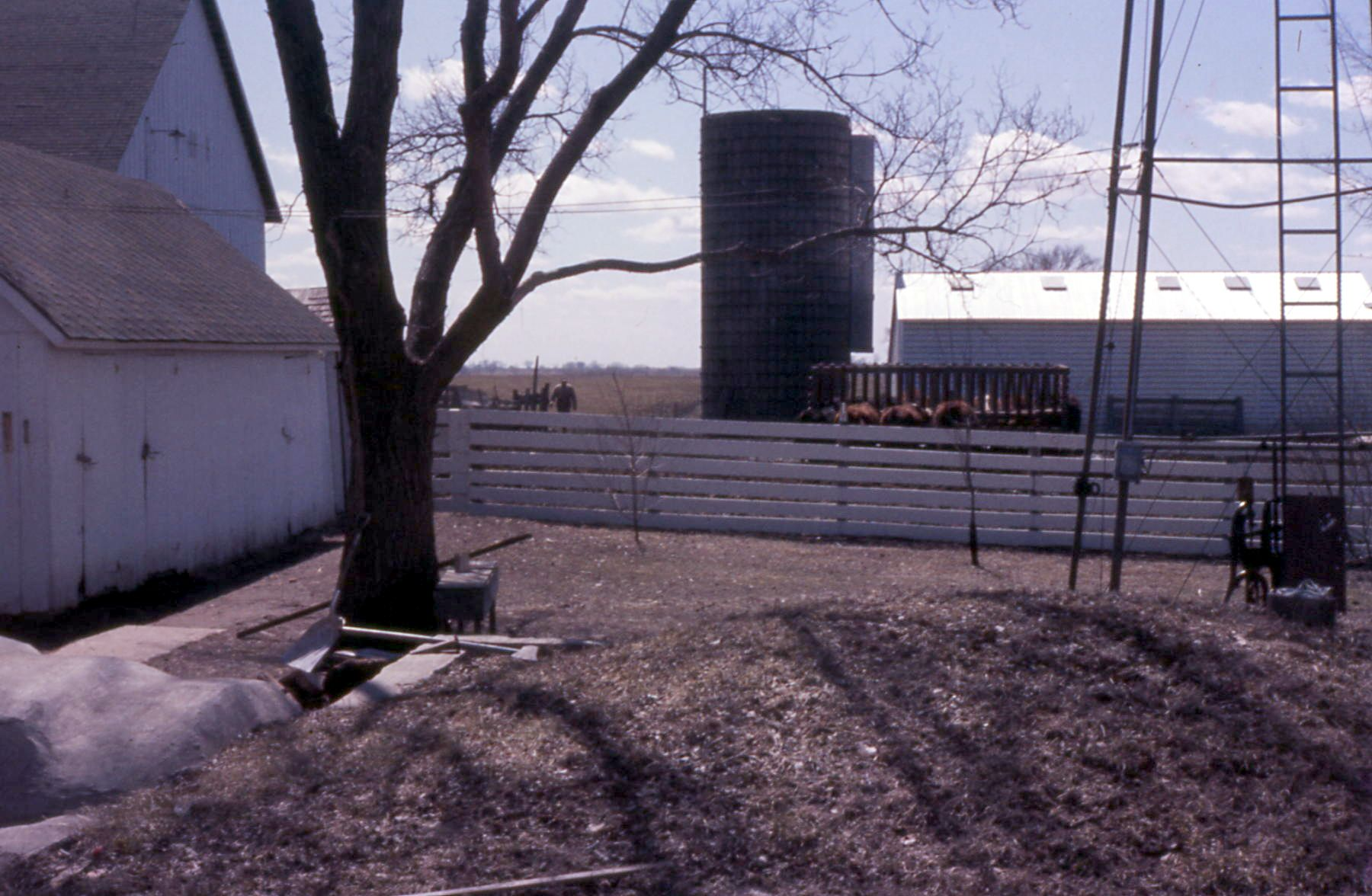